# Octavious Freeman
Octavious Freeman (ur. 20 kwietnia 1992 w Lake Wales na Florydzie) – amerykańska lekkoatletka, sprinterka.
W 2012 sięgnęła po dwa medale młodzieżowych mistrzostw NACAC w Irapuato – zdobyła złoto w sztafecie 4 × 100 metrów oraz srebro w biegu na 100 metrów. W 2013 startowała na mistrzostwach świata w Moskwie, na których zdobyła srebro w biegu rozstawnym 4 × 100 metrów, a indywidualnie zajęła 8. miejsce w biegu na 100 metrów. Medalistka mistrzostw Stanów Zjednoczonych oraz mistrzostw NCAA.

## Osiągnięcia

### Mistrzostwa świata
| Miejsce | Dzień       | Rok  | Miejscowość | Konkurencja        | Czas biegu | Strata   | Zwycięzca         |
| ------- | ----------- | ---- | ----------- | ------------------ | ---------- | -------- | ----------------- |
| 8.      | 12 sierpnia | 2013 | Moskwa      | bieg na 100 m      | 11,16 s    | + 0,45 s | Shelly-Ann Fraser |
| srebro  | 18 sierpnia | 2013 | Moskwa      | sztafeta 4 × 100 m | 42,75 s    | + 1,46 s | Jamajka           |

## Rekordy życiowe
- Bieg na 60 metrów (hala) – 7,15 (2012)
- Bieg na 100 metrów – 10,87 (2013)
- Bieg na 200 metrów (stadion) – 22,55 (2013)
- Bieg na 200 metrów (hala) – 22,72 (2013)